# Ken Appleby
Kenneth "Ken" "Kenny" Appleby, född 10 april 1995, är en kanadensisk professionell ishockeymålvakt som är kontrakterad till NHL-laget Winnipeg Jets och spelar för deras farmarlag Manitoba Moose i AHL. 
Han har tidigare spelat på NHL-nivå för New Jersey Devils och på lägre nivåer för Binghamton Devils och Albany Devils i AHL, Jacksonville IceMen och Adirondack Thunder i ECHL och Oshawa Generals i OHL.

## Spelarkarriär

### NHL

#### New Jersey Devils
Appleby blev aldrig draftad av något NHL-lag men skrev på ett treårigt entry level-kontrakt med New Jersey Devils den 5 oktober 2015, värt 1,905 miljoner dollar.

#### Winnipeg Jets
Den 3 juli 2018 skrev han på ett kontrakt för Winnipeg Jets farmarlag, Manitoba Moose i AHL och spenderade säsongen delad mellan Moose och Jets farmarlag i ECHL, Jacksonville IceMen.
Han skrev på ett ettårskontrakt värt 650 000 dollar med moderklubben Winnipeg Jets den 25 februari 2019.